# معاهدة دونكيرك
معاهدة دونكيرك أو تحالف دونكيرك هو معاهدة تحالف متبادلة بين فرنسا وبريطانيا ضد أي هجوم ألماني محتمل في أعقاب الحرب العالمية الثانية. ودخلت حيز النفاذ في 8 أيلول / سبتمبر 1947.